# Zesmogendhedenconferentie
De Zesmogendhedenconferentie  was een reeks besprekingen die tussen januari en juni 1948 in Londen werden gehouden over de toekomst van Duitsland na de Tweede Wereldoorlog. Deelnemers waren de westerse mogendheden die het grondgebied van Duitsland bezet hielden (Groot-Brittannië, Frankrijk en de Verenigde Staten), en de Benelux-landen (België, Nederland, Luxemburg). De bijeenkomsten in Londen legden de basis voor het einde van de bezettingen en oprichting van de nieuwe staat  West-Duitsland.

## Geschiedenis
Nadat de onderhandelingen over de toekomst van Duitsland met de Sovjet-Unie in december 1947 waren vastgelopen, gingen de westerse bezettingsmachten van Duitsland onderling verder in overleg. In de Zesmogendhedenconferentie kregen de Benelux-landen inspraak in de onderhandelingen over die toekomst. De onderhandelingen tussen Groot-Brittannië, Frankrijk en de Verenigde Staten verliepen moeizaam. Zo stond de Franse afvaardiging niet welwillend tegenover de nieuwe ideeën van de Amerikanen omtrent veiligheid en beheer van het Roergebied, met zijn grote voorraden aan steenkool en  ijzererts en machtige zware staalindustrie. Duitsland hier weer vrij baan te geven, kon tot een nieuwe opbouw van de wapenindustrie voeren, aldus de houding in Frankrijk. De Amerikanen wilden echter door het herstellen van de West-Duitse economie de wederopbouw in West-Europa stimuleren, ondersteund met financiële middelen uit het Marshallplan. De Fransen probeerden de delegatie van de Benelux voor haar zaak te winnen.
De conferentie dreigde vast te lopen, maar door Britse bemiddeling, tactisch manoeuvreren van de Nederlandse regeringscommissaris en het doen van concessies aan alle kanten, kwamen de partijen tot een akkoord. Men kon zich gemeenschappelijk vinden in de lijn dat een verstrengeling van economische belangen de levensstandaard in alle deelnemende Europese zou kunnen verbeteren en een opbloeiende Duitse economie in aller belang kon zijn. Er werd onder meer besloten de kolen- en staalindustrie van het Roergebied te laten beheren door een nieuw op te richten organisatie van internationaal bestuur door de Benelux en de bezettingsmacht, het Internationaal Gezagsorgaan voor de Ruhr. De opvolger daarvan, de Europese Gemeenschap voor Kolen en Staal, zou zich in de decennia die volgden ontwikkelen tot de Europese Unie . 

## Nederlandse belangen

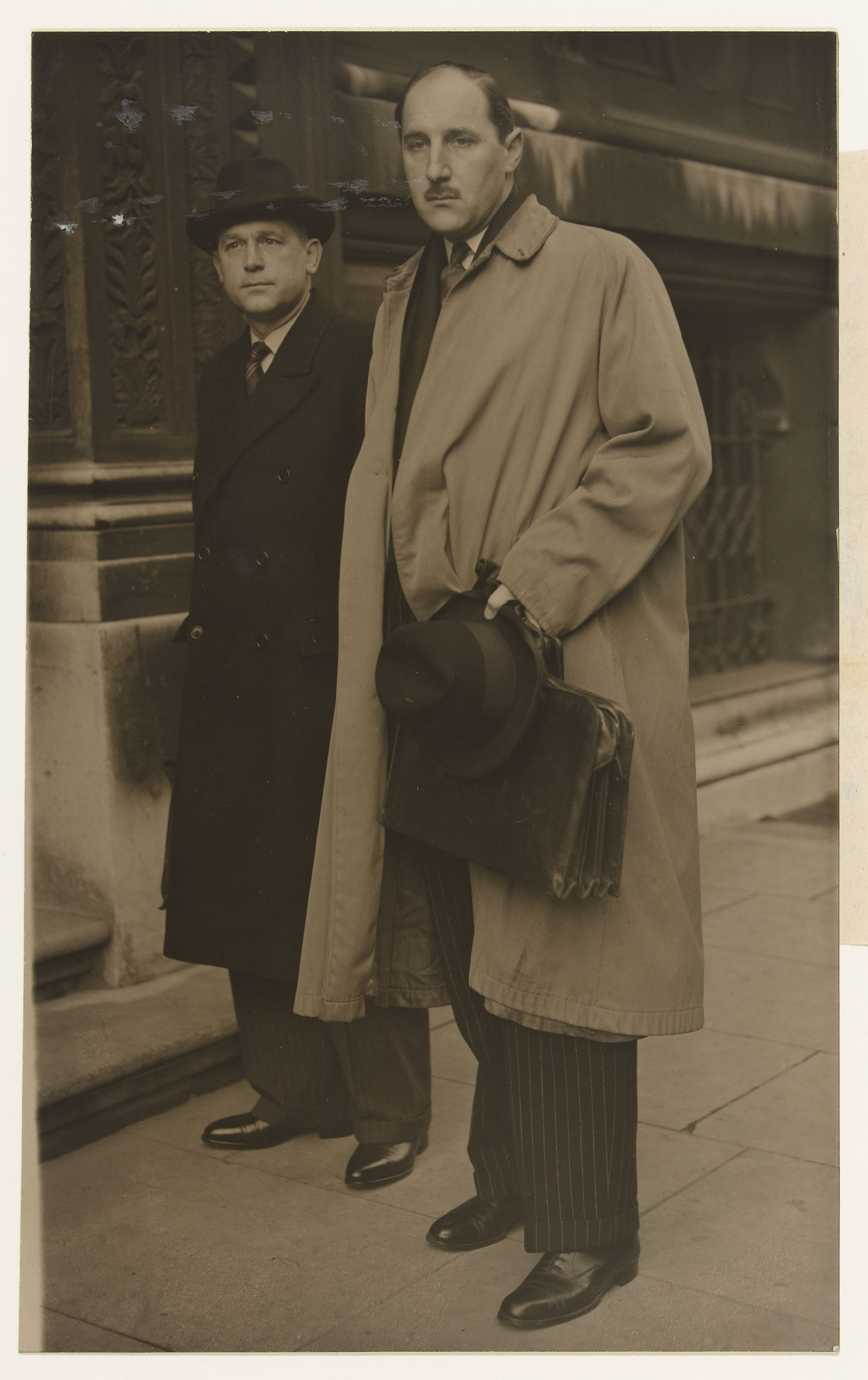
Ir. G.J. de Vooys en minister Luns arriveren bij de conferentie in Londen (1949)

Namens de Nederlandse staat namen de ambassadeur in Londen, Edgar Michiels van Verduynen, minister van Buitenlandse zaken Joseph Luns en bijzondere regeringscommissaris Hans Hirschfeld deel aan de besprekingen. De oprichting van de nieuwe West-Duitse staat betekende een herstel van de West-Duitse economie wat gunstig was voor de economische betrekkingen van de Benelux. De Nederlandse regering wenste echter ook grenscorrecties en economische concessies, maar deze werden in strijd geacht met het economisch herstel van West-Duitsland. Er werd een commissie ingesteld die zich bezig zou gaan houden met de grenscorrecties. In 1949 kreeg Nederland 69 vierkante kilometer waarin totaal 9200 mensen woonden, maar dit gebied werd in 1963 weer teruggegeven aan de West-Duitse staat.